# Oksana Popovyč
Oksana Zenonivna Popovyč, ukrajinsky Окса́на Зено́нівна Попо́вич (* 2. února 1926, Žukiv (Ivanofrankivská oblast) – 22. května 2004, Ivano-Frankivsk) byla disidentka, aktivní účastnice ukrajinského národně osvobozeneckého hnutí, členka OUN a během věznění od roku 1979 členka Ukrajinské Helsinské skupiny. Byla 18 let vězněna v pracovních táborech gulag a 5 let strávila ve vyhnanství. Posmrtně jí roku 2006 prezident Ukrajiny udělil Řád za odvahu 1. třídy.

## Život
Oksana Popovyč pocházela z intelektuální rodiny. Matka Olena Novodvorska byla učitelka a neteř spisovatele Lese Martovyče. Za sovětského režimu dlouho žila pod falešným jménem a nakonec se dožila 101 let. Matčin bratr byl právník z Kolomyje, za války o nezávislost Ukrajiny střelec Ukrajinské armády Galicie (Západoukrajinské lidové republiky, ZUNR, 1918-1919), roku 1918 raněn. Po příchodu bolševiků roku 1940 zatčen a do smrti vězněn. Otec Zenon-Marián Popovyč, se v roce 1918 zúčastnil převzetí moci od Poláků ve Lvově během takzvaného listopadového povstání a poté pracoval jako poštmistr. Po okupaci západní Ukrajiny Polskem 6 měsíců vězněn, poté se věnoval vzdělávacím aktivitám mezi rolníky na venkově. Jeho sestra Klementina Boyarska-Popovyč byla spisovatelka. Sestra Oksany Maria vystudovala pedagogickou školu v Kolomyji. Mnoho členů širší rodiny bojovalo a zemřelo v UPA.
Roku 1939 se rodina přestěhovala do obce Horodenka, kde Oksana absolvovala střední školu a vstoupila do organizace mladých ukrajinských vlastenců (OUN), kde se stala vedoucí pro celý region. Po roce 1944 přešla do podzemní organizace OUN v Kolomyji, kde byla během razie NKVD v lednu 1954 zatčena s batohem ilegálních tiskovin. Vyšetřovatelům uvedla jiné bydliště i falešné jméno Varvara Petrušjak, pod kterým byla v červnu 1945 odsouzena na 10 let v pracovním táboře a 3 letům ztráty občanských práv a majetku. Když se během transportu pokusila uprchnout, byla postřelena na hrudi a na noze a zbita.
Trest odpykala v pracovních lágrech ve Vorkutě v republice Komi za polárním kruhem a poté byla od roku 1955 ve vyhnanství v Krasnojarsku. Byla propuštěna roku 1956 a vrátila se do obce Manyava v Ivanofrankivské oblasti, kde žila její sestra. Absolvovala večerní střední školu v Solotvynu, přestěhovala se se svou matkou do obce Krychyvcy a nastoupila do práce jako úřednice v pobočce závodu Енергозбут v Ivano-Frankivsku. Při lékařské prohlídce jí byl přiznán 2. stupeň invalidity. Organizovala přednášky a vzdělávací večery a od roku 1959 se podílela na šíření samizdatových textů I. Dzjuby a V. Moroze, samizdatových novin "Ukrajinský věstník (Український вісник)" a básní Hryhorije Čubaje. Navázala kontakty s Oksanou Meško a B. Antonenko-Davydovyčem a získávala prostředky na podporu politických vězňů.
V prosinci 1969 podepsala prohlášení 16 bývalých politických vězňů. „Opět soudy bez svědků?“ adresované předsedovi Prezidia Nejvyššího sovětu Ukrajinské SSR, ve kterém se postavili proti praxi soudů ve vězení. Prohlášení bylo zveřejněno v Ukrajinském věstníku. č. 1 z roku 1970 a bylo vysíláno Rádiem Svoboda. Koncem roku 1974 se jí podařilo získat byt v Ivano-Frankivsku, ale o měsíc později byla zatčena a obviněna z "antisovětské agitace a propagandy". Po předchozí operaci střelného zranění nohy z roku 1945 se pohybovala o berlích. Na protest proti zatčení držela 48 dní hladovku. 14. ledna 1975 byla odsouzena jako "nebezpečná recidivistka" k 8 letům v pracovním táboře se zpřísněným režimem a 5 letům vyhnanství. Během věznění v lágru v Mordvinsku odmítla s odkazem na svou invaliditu pracovat a zúčastnila se všech protestních akcí politických vězňů.
Roku 1979 se spolu se skupinou dalších vězňů přihlásila ke členství v Ukrajinské Helsinské skupině. Od roku 1982 žila ve vyhnanství v Molchanově v Tomském regionu na Sibiři a kategoricky odmítla podat žádost o milost. Na svobodu se dostala roku 1987 po 24,5 letech věznění. Roku 1988 byla zakládající členkou a pokladnicí Ivanofrankivské pobočky Ukrajinské Helsinské unie (UHU), následnické organizace Ukrajinské Helsinské skupiny. Roku 1990 odmítla členství ve středopravicové Ukrajinské republikánské straně, ve kterou se UHU transformovala. 
V posledních letech života byla vážně nemocná, v péči své sestry Marie Skrypnyk. Zemřela 22. května 2004 a byla pochována v Aleji hrdinů v Ivano-Frankivsku. Po získání státní nezávislosti Ukrajiny byla Oksana Popovyč rehabilitována a roku 2006 jí prezident Ukrajiny udělil posmrtně Řád za odvahu 1. třídy.